# در عمق
در عمق (به انگلیسی: In Too Deep) جلد ششم مجموعه ۳۹ سرنخ اثر جود واتسون است.

## داستان
امی و دن در می‌یابند که پدر و مادرشان در راه به دست آوردن یکی از سرنخ‌ها کشته شده‌اند. همچنین می‌فهمند که برای پیدا کردن سرنخ بعدی باید به استرالیا بروند…